# Eisenbahn und Häfen
Die Eisenbahn und Häfen GmbH war ein deutsches Dienstleistungsunternehmen im Eisenbahntransport und Umschlag von Gütern sowie deren Lagerung und Kommissionierung. Es hatte seinen Sitz in Duisburg und wurde Juni 2011 mit der Thyssenkrupp Steel Europe verschmolzen.
Im Großraum Ruhrgebiet war Eisenbahn und Häfen bei mehreren Unternehmen Betriebsführer der Anschlussbahnen und betrieb ein Gleisnetz von über 500 Kilometern Länge. Gemeinsam mit dem Tochterunternehmen EH Güterverkehr GmbH (EHG) wickelte das Unternehmen sowohl den innerwerklichen als auch den regionalen Eisenbahngüterverkehr auf öffentlicher Gleisinfrastruktur ab. So betrieb Eisenbahn und Häfen den Schienenverkehr u. a. für ThyssenKrupp Steel, Hüttenwerke Krupp Mannesmann, EUROPIPE und ArcelorMittal Hochfeld.
Außerdem war Eisenbahn und Häfen Betreiber der Häfen Schwelgern und Walsum-Süd.
Mit rund 1300 Mitarbeitern wurden im Jahr 100 Millionen Tonnen Güter bewegt. Dafür standen über 90 Lokomotiven und rund 2000 Güterwagen zur Verfügung. Da die EH Güterverkehr GmbH ein öffentliches Eisenbahnverkehrsunternehmen (EVU) war, konnte sie auf öffentlicher Gleisinfrastruktur Eisenbahngüterverkehrsleistungen durchführen (2006 ca. sieben Millionen Tonnen).

## Triebfahrzeuge
| Triebfahrzeuge der Eisenbahn und Häfen (Stand: März 2011) | Triebfahrzeuge der Eisenbahn und Häfen (Stand: März 2011) | Triebfahrzeuge der Eisenbahn und Häfen (Stand: März 2011) | Triebfahrzeuge der Eisenbahn und Häfen (Stand: März 2011) | Triebfahrzeuge der Eisenbahn und Häfen (Stand: März 2011) | Triebfahrzeuge der Eisenbahn und Häfen (Stand: März 2011) | Triebfahrzeuge der Eisenbahn und Häfen (Stand: März 2011) | Triebfahrzeuge der Eisenbahn und Häfen (Stand: März 2011) |
| Nummern                                                   | Typ                                                       | Hersteller                                                | Leistung                                                  | Achsfolge                                                 | Baujahre                                                  | Anzahl                                                    | Anmerkungen                                               |
| --------------------------------------------------------- | --------------------------------------------------------- | --------------------------------------------------------- | --------------------------------------------------------- | --------------------------------------------------------- | --------------------------------------------------------- | --------------------------------------------------------- | --------------------------------------------------------- |
| 83                                                        | EB                                                        | AThT                                                      | 592 kW                                                    | Bo’Bo’                                                    | 1942                                                      | 1                                                         | Denkmal                                                   |
| 103, 171, 387                                             | ED                                                        | Jung                                                      | 592/176(186) kW                                           | Bo’Bo’                                                    | 1955/1969                                                 | 3                                                         | 103 Denkmal                                               |
| 183                                                       | EDE                                                       | Henschel                                                  | 1000/475 kW                                               | Bo’Bo’                                                    | 1977                                                      | 1                                                         | Denkmal                                                   |
| 317, 320                                                  |                                                           | Windhoff                                                  | 70 kW                                                     | B                                                         | 1976                                                      | 2                                                         | Turmtriebwagen                                            |
| 325                                                       | Klv 53                                                    | Schöma                                                    | 65 kW                                                     | B                                                         | 1970                                                      | 1                                                         |                                                           |
| 341                                                       | Unimog U 1250 L                                           | Daimler-Benz                                              | 92 kW                                                     | A1                                                        | 1993                                                      | 1                                                         |                                                           |
| 501–508                                                   | M 1200 BB                                                 | Krauss-Maffei                                             | 1119 kW                                                   | B’B’                                                      | 1972–1973                                                 | 8                                                         |                                                           |
| 511                                                       | DHG 1200                                                  | Henschel                                                  | 1119 kW                                                   | B’B’                                                      | 1973                                                      | 1                                                         |                                                           |
| 521–528 531–534                                           | G 1205 BB                                                 | MaK                                                       | 1119 kW                                                   | B’B’                                                      | 1991–1992                                                 | 12                                                        |                                                           |
| 541–549                                                   | G 1206                                                    | Vossloh                                                   | 1500 kW                                                   | B’B’                                                      | 2001–2004                                                 | 9                                                         |                                                           |
| 571–576                                                   | M 800 BB                                                  | Krauss-Maffei                                             | 748 kW                                                    | B’B’                                                      | 1966–1967                                                 | 6                                                         |                                                           |
| 601–609                                                   | G 1206                                                    | Vossloh                                                   | 920 kW                                                    | B’B’                                                      | 2007–2008                                                 | 9                                                         |                                                           |
| 651, 652                                                  | MBB 1200 N                                                | O&K                                                       | 552 kW                                                    | B’B’                                                      | 1976                                                      | 2                                                         |                                                           |
| 701                                                       | DE 500                                                    | Henschel                                                  | 500 kW                                                    | C                                                         | 1983                                                      | 1                                                         |                                                           |
| 711                                                       | DHG 700 C                                                 | Henschel                                                  | 515 kW                                                    | C                                                         | 1987                                                      | 1                                                         |                                                           |
| 751, 752, 754                                             | MG 530 C                                                  | Jenbach/KHD                                               | 390 kW                                                    | C                                                         | 1965                                                      | 3                                                         |                                                           |
| 756, 757                                                  | MC 700 N                                                  | O&K                                                       | 397 kW                                                    | C                                                         | 1978                                                      | 2                                                         |                                                           |
| 761–767                                                   | DE 501                                                    | MaK                                                       | 500 kW                                                    | C                                                         | 1980–1981                                                 | 7                                                         |                                                           |
| 771, 772                                                  | G 765 C                                                   | MaK                                                       | 560 kW                                                    | C                                                         | 1993                                                      | 2                                                         |                                                           |
| 801…812                                                   | ED                                                        | Jung                                                      | 592/375 kW                                                | Bo’Bo’                                                    | 1961–1964                                                 | 9                                                         | remotorisiert                                             |
| 851–876                                                   | MH 05                                                     | Krauss-Maffei                                             | 522 kW                                                    | C                                                         | 1997–2000                                                 | 26                                                        |                                                           |

## Galerie

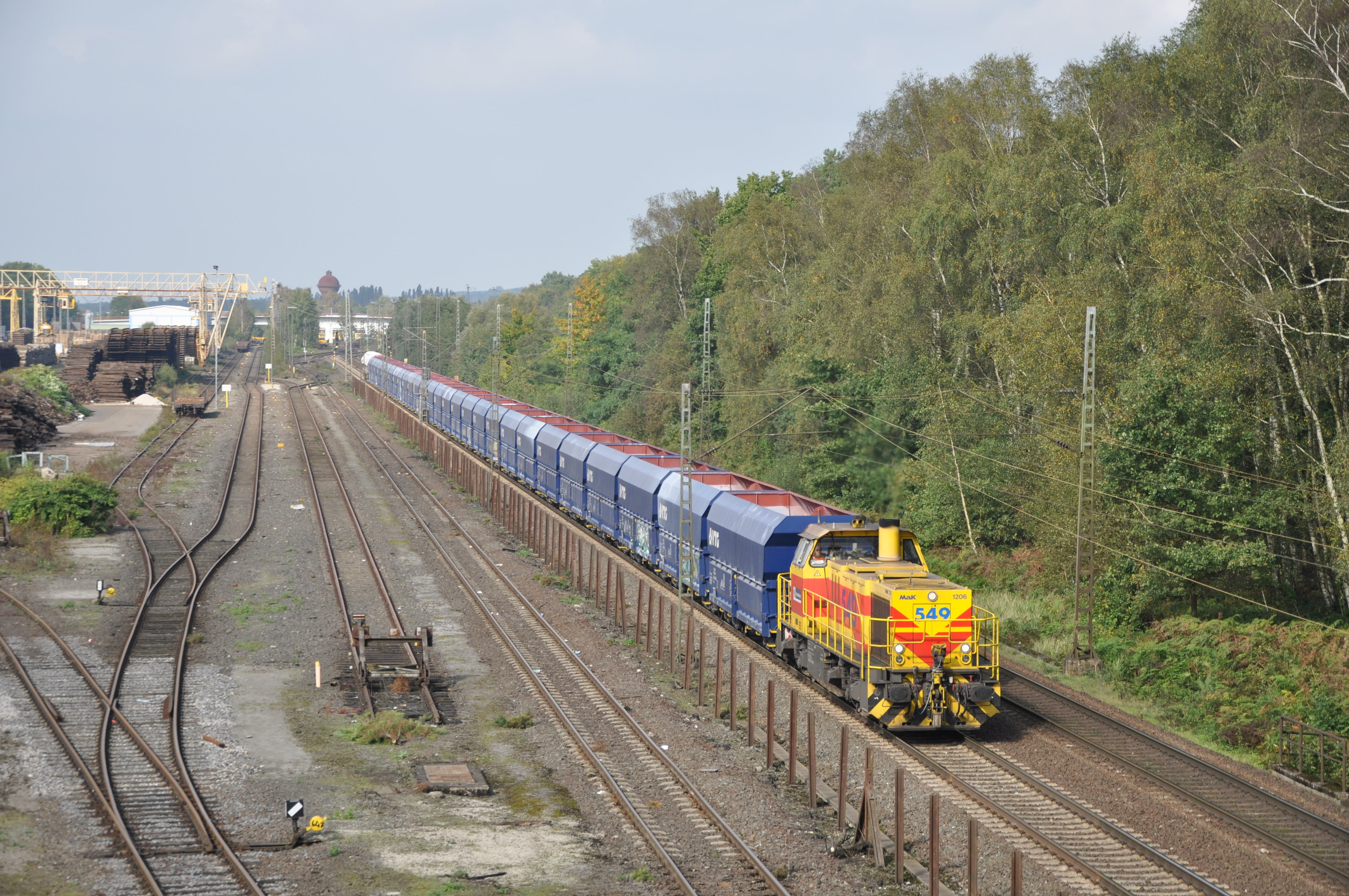
Lok 549 (MaK G 1206) mit einem Kalkzug auf der Bahnstrecke Mülheim-Speldorf–Troisdorf
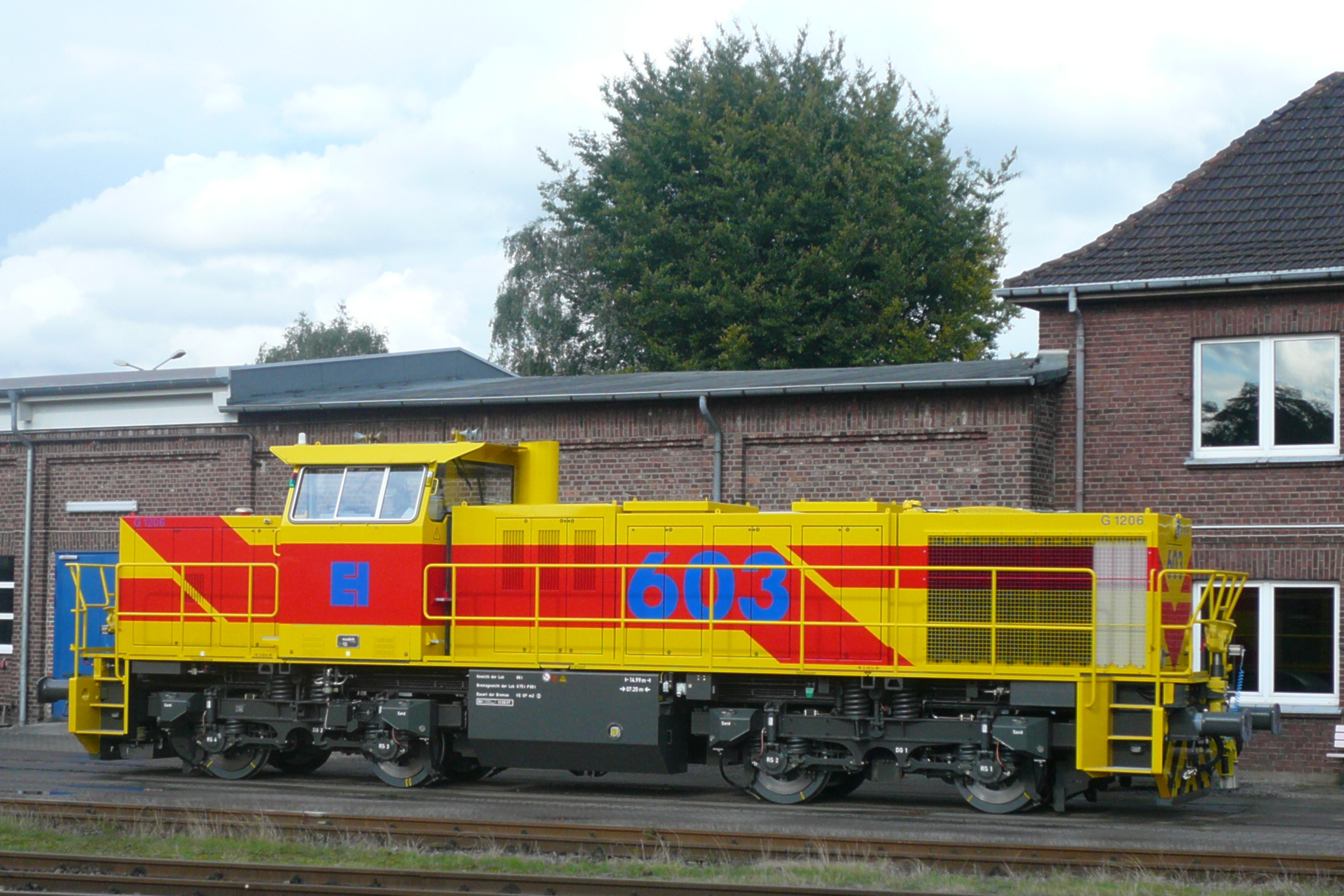
Lok 603 (MaK G 1206) vor der Auslieferung an Eisenbahn und Häfen in Moers
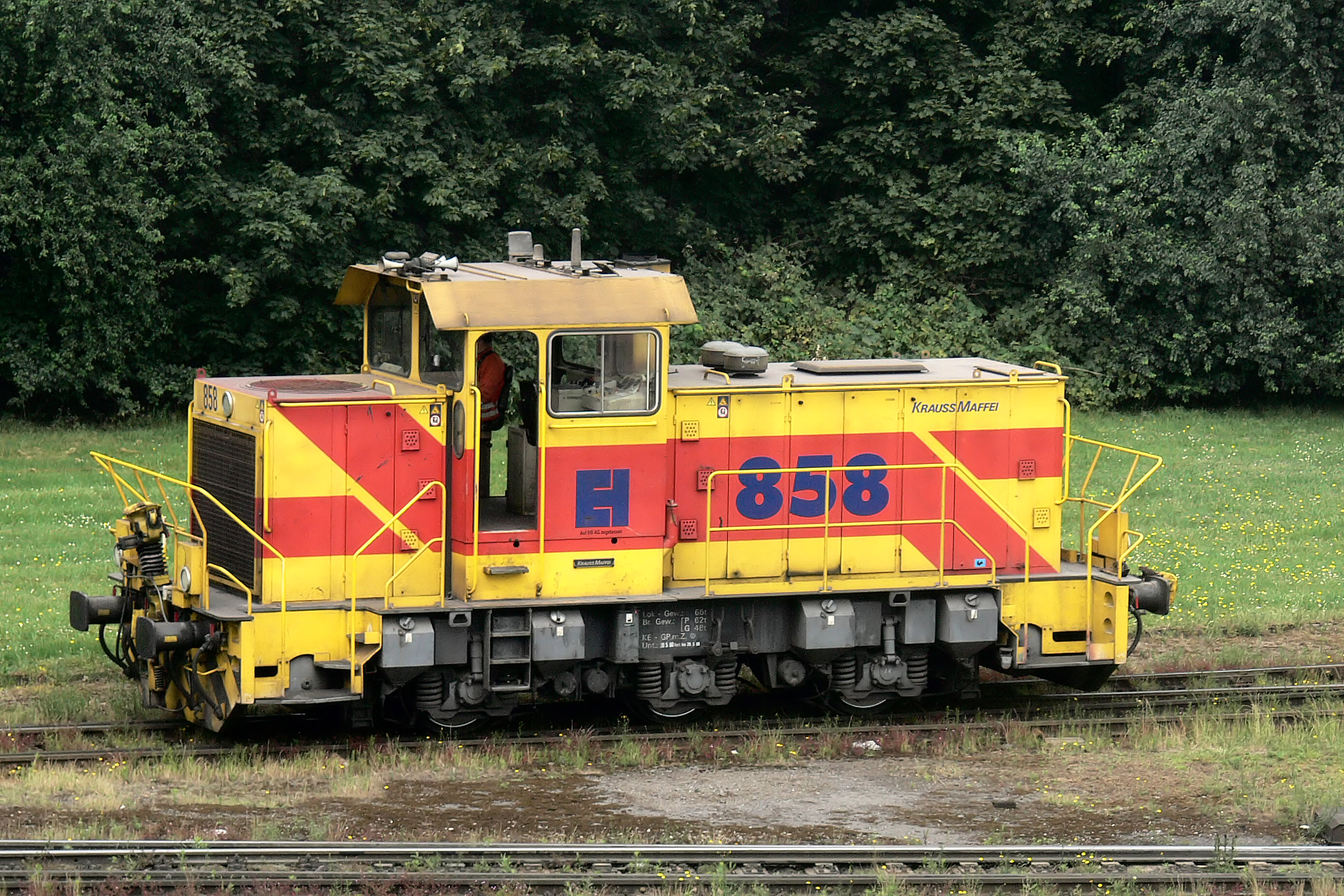
Lok 858 (Krauss-Maffei MH 05) in Duisburg-Hüttenheim
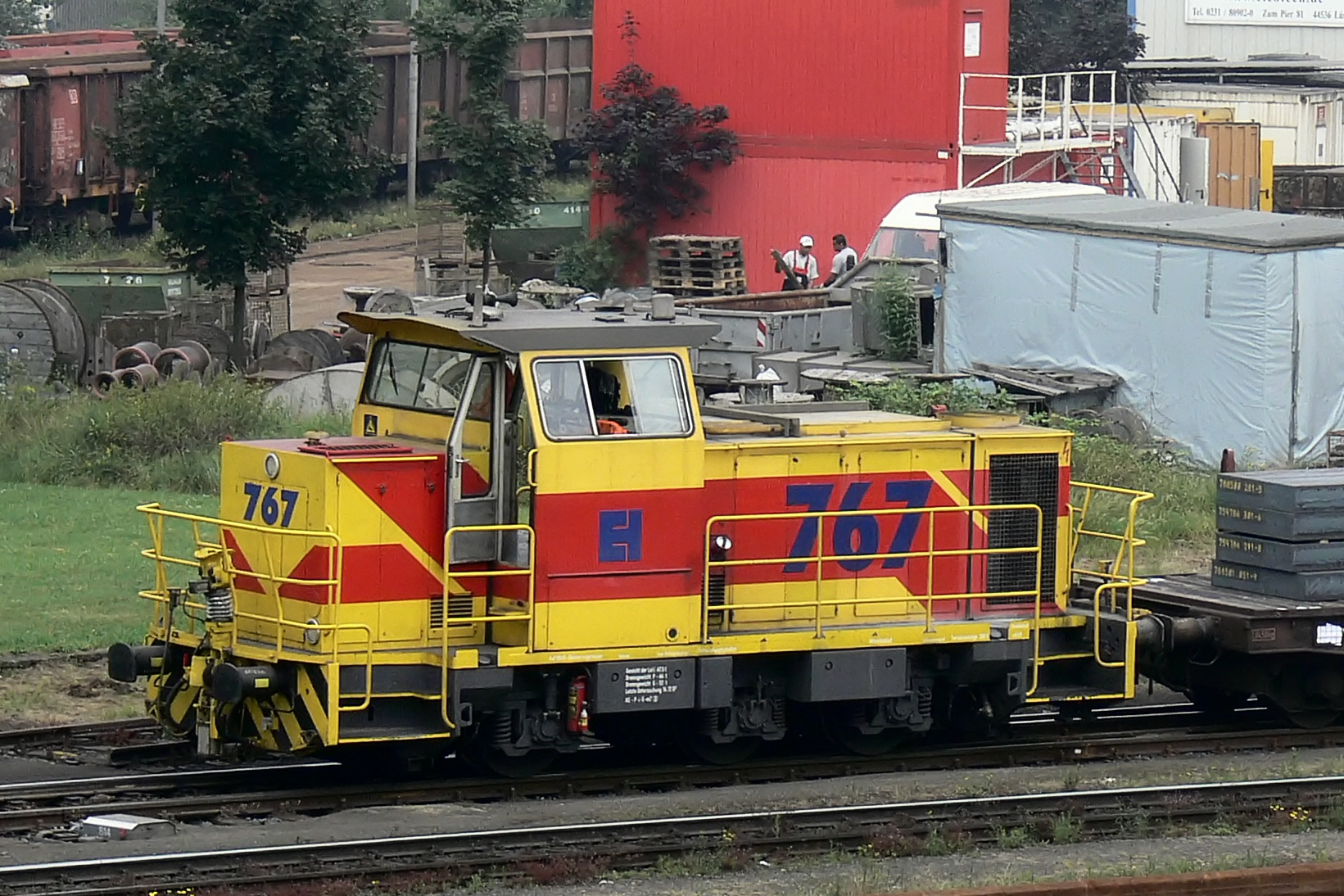
Lok 767 (MaK DE 501) in Duisburg-Hüttenheim